# Теория на полето (психология)
Вижте пояснителната страница за други значения на Теория на полето.
Теория на полето е израз, предложен от Курт Левин за означаване на всички физически, биологически, социални, психологически (съзнавани и несъзнавани) факти, съществуващи в даден момент за индивид или група и определящи поведението им. Първоначално Левин разработва полевата теория като индивидуално-психологична. Основното теоретично понятие за него е психичното поле или жизненото пространство. То представлява единство на индивид и заобикалящата го среда в тяхната взаимосвързаност и взаимозависимост. Възприятията, мотивациите, идеалите, постъпките на човек или групата зависят от социокултурните, икономическите и условия, които им влияят едновременно. Например, ученик, който се изкушава да отиде да играе вместо да си пише домашните, се отказва от играта. Неговото поведение става обяснимо, когато се разглежда цялостната ситуация, не само желанието на детето, но и препоръките на майка му, страхът от учителя, волята му да постигне успех. Теорията на полето избягва обясненията „веднъж завинаги“, основаващи се на атрибутиране на определена характеристика. Нейните принципи позволяват да се разберат по-добре и някои социални факти като например насилието, упражнявано върху расово малцинство.